# أثمان أبيض العروق
أثمان أبيض العروق (الاسم العلمي: Ipomoea albivenia)، نوع من جنس الأثمان وقصيلة المحمودية. موطنه جنوب أفريقيا. يطول إلى 10 أمتار.